# Chlorogomphus usudai
Chlorogomphus usudai – gatunek ważki z rodziny Chlorogomphidae. Występuje na chińskiej wyspie Hajnan.
Gatunek ten opisał K. Ishida w 1996 roku. Holotypem była samica, samiec nie został opisany. W 2001 roku Keith D.P. Wilson i G.T. Reels, nieświadomi istnienia opisu Ishidy, opisali ten gatunek (zarówno samca, jak i samicę) jako nowy pod nazwą Chlorogomphus icarus. Jeszcze przed publikacją przeoczenie to zostało odkryte, ale było już za późno na naniesienie poprawek. W 2002 roku Wilson w kolejnej swojej publikacji oficjalnie uznał Chlorogomphus icarus za synonim Chlorogomphus usudai.